# Hans Joachim Iwand

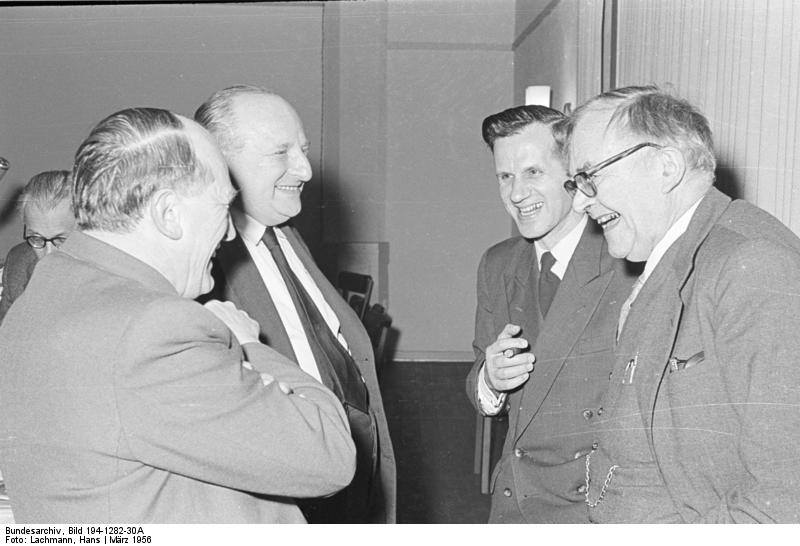
Iwand (2. v. l.) 1956 in Wuppertal zusammen mit Karl Barth (1. v. r.)

Hans Joachim Iwand (* 11. Juli 1899 in Schreibendorf, Kreis Strehlen, Provinz Schlesien; † 2. Mai 1960 in Bonn) war ein deutscher evangelischer Theologe.

## Leben

### Anfänge
Hans Joachim Iwands Eltern waren der Pfarrer Otto Iwand und dessen Ehefrau Lydia, geb. Herrmann. Nach dem Abitur 1917 in Görlitz studierte Iwand zunächst Evangelische Theologie an der Universität Breslau. Nach einem Jahr wurde er zum Wehrdienst einberufen. Er diente nach Kriegsende ein halbes Jahr beim schlesischen Grenzschutz. Danach nahm er sein Studium in Breslau (und zwei Semester in Halle an der Saale) wieder auf. Seine akademischen Lehrer waren neben Hans von Soden und Erich Schaeder vor allem Rudolf Hermann, Erich Seeberg und Julius Schniewind. Auch war er anfangs stark von Carl Stange beeinflusst. Später übernahm er wichtige Anregungen aus der Theologie Karl Barths. Nach absolviertem Examen wurde er 1923 als Studieninspektor an das Lutherheim in Königsberg in Ostpreußen berufen. Iwand promovierte 1924 (Doktorvater: Martin Schulze), habilitierte sich und heiratete 1927 die Juristin Ilse (geb. Ehrhardt), Tochter des Chirurgen Oskar Ehrhardt. 1928 legte er das zweite theologische Examen ab. Mit seiner Ehefrau, die 1950 verstarb, hatte er fünf Kinder, darunter als jüngste Tochter Veronika Geyer-Iwand.

### Zeit des Nationalsozialismus
Im November 1934 wurde Iwand als Neutestamentler an das Herder-Institut Riga berufen. Wegen seiner Teilnahme am Kirchenkampf musste er diese Tätigkeit aufgeben und wurde 1935 bis 1937 Leiter des illegalen Predigerseminars der Bekennenden Kirche in Blöstau (Ostpreußen) und in Jordan (Brandenburg). 1936 wurde ihm ein „Reichsredeverbot“ auferlegt. Nach der Schließung des Predigerseminars im Osten öffnete er es im Januar 1938 in Dortmund wieder und wurde deshalb vier Monate inhaftiert. Zur Jahreswende 1938/1939 übernahm er das Pfarramt an St. Marien in Dortmund; dort blieb er bis zum Kriegsende.

### Professor in Göttingen und Bonn
Nach dem Zweiten Weltkrieg wurde Iwand Professor für Systematische Theologie an der Universität Göttingen, wo er eng mit Ernst Wolf zusammenarbeitete. Er war auch in dieser Zeit Mitglied des Bruderrats der EKD und Hauptautor des Darmstädter Worts. Von 1949 bis 1960 gehörte er der Synode der Evangelischen Kirche in Deutschland an. 1952 wechselte Iwand an die Universität Bonn, wo er bis zu seinem Tode blieb.
1958 gehörte Iwand mit Josef Hromádka und Werner Schmauch zu den Begründern der Christlichen Friedenskonferenz (CFK) in Prag. Er war Mitbegründer der Blätter für deutsche und internationale Politik.
Hans Joachim Iwand ist in Beienrode begraben, wo er das „Haus der helfenden Hände“ gegründet hatte, das zuerst die Not der Flüchtlinge aus dem ehemaligen deutschen Osten linderte, danach für die Verständigung zwischen Deutschen und den Völkern Osteuropas arbeitete. Sein Nachlass wird heute, nachdem er zunächst im Iwand-Archiv Beienrode verwaltet wurde, im Bundesarchiv in Koblenz aufbewahrt (siehe Link unten).

## Lehre
Der zentrale Ausgangspunkt ist für Iwand (in Anlehnung an Luther) die Frage, „wie weit der Mensch sich selbst ‚entscheiden‘ kann, wenn es um die Gottesfrage geht“ [2, S. 295], die Aussage von der Unfreiheit des menschlichen Willens. Iwand glaubt, dass „Jesus Christus nicht als Heiland und Erlöser bekannt werden kann ohne durch den Geist Gottes, der ihn uns verklärt.“ [ebd.] Damit fällt aber die freie Entscheidungsmöglichkeit des Menschen dahin. Beides kann nicht „auf einem Brett stehen“.
Diese Position hat weitreichende Konsequenzen. Für Iwand geht es um den „rechten Glauben“ (den Gott gibt), um das rechte Verständnis von Gesetz und Evangelium, Sünde und Gnade, Glaube und Werk und die Gerechtigkeit Gottes. „Evangelium“ ist „das Heute der Gnade Gottes“, während es die wichtigste Funktion des „Gesetzes“ ist, die Sünde aufzuzeigen. Christus ist „das Leben selbst“, die Erfüllung dessen, was im Gesetz geboten wird. Für die Zuordnung von Glaube und Werken gilt, dass der Mensch von sich aus zwar Gutes tun könne, er aber nicht selbst gut ist. Iwand bezieht sich hier auf die reformatorischen Grundpositionen des Sola fide und Sola gratia. Die reformatorische Auffassung besagt, dass der Mensch ohne Werke gerecht wird, allein aus Glauben (vgl. Rechtfertigung).
Ausschließlich aus der Wirksamkeit des Wortes Gottes ergibt sich auch die Glaubensgewissheit. Die Wahrhaftigkeit Gottes ist gewisser als das Leben und alle Erfahrung [3, S. 316]. Der Gläubige sieht in der Heiligen Schrift die Klarheit Gottes selbst, „die sich auf dem Angesicht Jesu Christi spiegelt“ [3, S. 318]. Alle Rätsel des verborgenen Gottes „verlieren ihren Stachel, wenn wir die Erkenntnis Gottes aus dem Angesicht Jesu Christi herauslesen, der uns nach dem ewigen Ratschluss seines Vaters durch sein Leiden und Sterben erlöst hat“ [3, S. 303].
Iwand war der Anreger und später auch der Herausgeber der vielgebrauchten „Göttinger Predigtmeditationen“, die er gemeinsam mit Joachim Jeremias, Gerhard von Rad und Wolfgang Trillhaas begründete. Das Nachdenken über Gottes Wort steht hier im Mittelpunkt. „Wir möchten mit unserer Arbeit all denen beistehen, die nun doch da anklopfen, wo einmal – wenn Gott Gnade gibt – aufgetan wird, wo die Verheißung des Findens uns gegeben ist. Der Buchstabe der Schrift ist nun einmal diese Stelle, wo wir anklopfen dürfen und müssen“ [5, S. 94], heißt es in einem der ersten Vorworte Iwands. Die Verheißung, dass Gott sein Wort nicht leer zurückkehren lässt, steht über dem ganzen Unternehmen der Meditationen als Hilfen zur Vorbereitung der Verkündigung.

## Ehrungen
Iwand wurde 1960 mit der Ehrendoktorwürde der Karls-Universität Prag ausgezeichnet. 1978 wurde in Bonn eine Straße nach im benannt.

## Schriften
- Über die methodische Verwendung von Antinomien in der Religionsphilosophie – Dargestellt an Karl Heims „Glaubensgewißheit“, 1924 (unveröffentlichte Inaugural-Dissertation).
- Rechtfertigungslehre und Christusglaube – eine Untersuchung zur Systematik der Rechtfertigungslehre Luthers in ihren Anfängen, 1930 (Habilitationsschrift).
- Theologische Erläuterungen. In: Martin Luther: Vom unfreien Willen. Christian Kaiser Verlag, München, 1939, S. 289–371.
- Glaubensgerechtigkeit nach Luthers Lehre (= Theologische Existenz heute, Heft 75). Christian Kaiser Verlag, München 1941.
- Vom Primat der Christologie. In: Antwort. Festschrift Karl Barth, 1956, S. 172–189.
- Um den rechten Glauben. Gesammelte Aufsätze. Hrsg. von Karl Gerhard Steck, 1959 (2. Auflage 1965).
- Predigt-Meditationen. Vandenhoeck & Ruprecht, Göttingen 1963, 3. Auflage 1966 [mit Portraitfoto]
- Nachgelassene Werke. Herausgegeben von Helmut Gollwitzer, Walter Kreck, Karl Gerhard Steck und Ernst Wolf, 6 Bde., Christian Kaiser Verlag, München 1962–1967:
  - Bd. 1: Glauben und Wissen, München 1962
  - Bd. 2: Vorträge und Aufsätze, München 1966
  - Bd. 3: Ausgewählte Predigten, München 1967
  - Bd. 4: Gesetz und Evangelium [Vorlesung], München 1964
  - Bd. 5: Luthers Theologie [Vorlesung], München 1964
  - Bd. 6: Briefe an Rudolf Hermann. Hrsg. und eingeleitet von Karl Gerhard Steck, München 1964
- Frieden mit dem Osten. Texte 1933-1959, Hrsg. von Gerard C. den Hertog und anderen, München 1988
- Theologie in der Zeit. Lebensabriß und Briefdokumentation. Bibliographie. Hrsg. von Peter Sänger und Dieter Pauly, München 1992
- Nachgelassene Werke. Neue Folge. Hg. von der Hans-Iwand-Stiftung, Gütersloh 1998–2004:
  - Bd. 1: Kirche und Gesellschaft, Gütersloh 1998
  - Bd. 2: Christologie. Die Umkehrung des Menschen zur Menschlichkeit, Gütersloh 1999
  - Bd. 3: Theologiegeschichte des 19. und 20. Jahrhunderts. „Väter und Söhne“, Gütersloh 2001
  - [Bd. 4 nicht erschienen (sollte bzw. soll (?) Briefe Iwands enthalten)]
  - Bd. 5: Predigten und Predigtlehre, Gütersloh 2004

## Hans Iwand Stiftung e. V.
Die „Hans Iwand Stiftung e. V.“ macht es sich zur Aufgabe, die Beschäftigung mit dem Erbe Hans Joachim Iwands zu fördern. Jährlich veranstaltet der Verein ein theologisches Symposion zur Erforschung und Diskussion der Theologie Iwands. Durch Veröffentlichungen macht er auf die Bedeutung Iwands für Theologie und Kirche in der Gegenwart aufmerksam. Außerdem fördert er die wissenschaftliche Arbeit zu Iwand (siehe Link unten).